# ويليام تشارلز ساذرلاند
ويليام تشارلز ساذرلاند هو مؤرخ وسياسي كندي، ولد في 7 يونيو 1865، وتوفي في 2 مارس 1940. نشط حزبياً في Saskatchewan Progress Party ‏. وقد انتخب عضو المجلس التشريعي في ساسكاتشوان ‏.